# Czerniowce Południowe
Czerniowce Południowe (ukr. Чернівці-Південна, ros. Черновцы-Южная) – stacja kolejowa w miejscowości Czerniowce, w rejonie czerniowieckim, w obwodzie czerniowieckim, na Ukrainie. Położona jest na linii Czerniowce – Suczawa.
Stacja powstała w XIX w., w czasach austro-węgierskich, na drodze żelaznej lwowsko-czerniowiecko-suczawskiej.